# Ману Дибанго
Емануел Нџоке Дибанго (фр. Emmanuel N'Djoké Dibango; Дуала, 12. децембар 1933 — Мелен, 24. март 2020) Био је камерунски музичар и текстописац који је свирао саксофон и вибрафон. Развио је музички правац комбинујући џез, фанк и традиционалну камерунску музику. Његов отац био је припадник Иабаси етничке заједнице, док је његова мајка била припадница народа Дуала. Најпознатији је по свом синглу из 1972. "Соул Макосса". Преминуо је 24. марта 2020. од последица инфекције Ковида 19.

## Младост
Емануел "Ману" Дибанго рођен је у Дуали, у Камеруну 1933. Његов отац, Мишел Манфред Ндјоке Дибанго, био је јавни службеник. Као син фармера, срео је своју жену путујући пирогом до града у којем је она живела, Дуали. Емануелова мајка била је модна дизајнерка и водила је свој мали бизнис. Обе етничке групе Дибангових родитељa, Доуала и Иабаси, гледале су на њихову везу са извесним презиром. Дибанго је имао само једног полубрата из очеовог претходног брака, који је био четири године старији од њега. У Камеруну се етничка припадност одређује преко очеве етничке припадности, па ипак, како је Дибанго написао у својој аутобиографији Three kilos of coffee он никада није могао да се у потпуности идентификује са једном од етничких група својих родитеља.
Дибангов ујак био је глава његове проширене породице. Након његове смрти, Дибангов отац одбијао је да га прихвати, будући да он никада до краја није свог сина увео у обичаје Иабаси етничке заједнице. Током свог детинсјства, Дибанго је полако заборављао Иабаси језик, у корист Дуала племена. Ипак, његова породица живела је у Иабаси кампу, смештеном на Иабаси висоравни, у близини реке Воури у централној Дуали. Као мали, Дибанго је сваке вечери посећивао протестантску цркву како би стицао образовање. Уживао је учећи музику тамо, и наводно, брзо је схватао све у вези са њом.
Након завршетка школовања у сеоској школи, 1941. Дибанго је примљен у колонијалну школу, близу свог дома, где је научио француски језик. Дивио се учитељу, којег је описао као извандредног цртача и сликара. 1944. француски председник Шарл до Гол изабрао је његову школу да одржи перформанс добродошлице по његовом доласку у Камерун.
1949. године, када је имао 15 година, Дибанго одлази на школовање на универзитет Сант- Кaле у Француској. Након тога, похађао је лицеј Шарт, где је научио да свира клавир.

## Каријера
Био је члан бенда конгоанске румбе "Афрички џез" и сарађивао је са великим бројем музичара, укључујући Фаниа ол стар, Фела Кутијем, Хербијем Хенкоком, Билом Ласвелом, Бернијем Ворелом, Лејдисмит Блек Мамбазом, Дон Черијем, као и са Слај и Робијем. Постигао је велики број пратилаца у Великој Британији са диско хитом под називом "Big blow", издатим 1976. и ремиксованим као дванаестоинчни сингл 1978. за Island Records. 1998. године снимио је албум ClubAfrica са кубанским уметником Елиадес Очоом. 1974. номинован је за Греми награду у катеогрији за најбољи Р&Б албум и у категорији за најбољу инструменталну композицију "Soul Makossa".
Песма "Soul Makossa", која се налази на истоименом албуму, садржи реч "makossa", која на Дибанговом матерњем камерунском Дуала језику, значи "ја играм". Она је утицала на хитове у популарној музици, укључујући Кул енд Генгов "Jungle boogie". 1982. у пародијску песму "Boogie in your butt", комичара Еди Марфија, интерполирана је бас линија и хорнини акорди из песме "Soul Makossa", док је у песми "Butt Naked Booty Blues" хип-хоп бенда Poor Righteous Teachers убачен део песме "Soul Makossa".
Био је први председник Камерунске музичке корпорације, са високим овлашћењима у споровима око хонорара уметника. Дибанго је именован за Унесковог уметника мира за 2004. годину.
Његова песма, "Reggae Makossa", део је листе песама за видео игру из 2006. Scareface: The World is yours. У августу 2009, свирао је на затварању оживљеног џез фестивала у Брекону.
1982. Мајкл Џексон користи стихове "Ma mа-se а mа-sа, mа mа-kоssа" из Дибанговог сингла из 1972. "Soul Makossa" без дозволе и без права, за своју песму "Wanna Be Starting Something", из његовог хит албума Thriller из 1982. Када је Дибанго сазнао за то, разматрао је да тужи мегазвезду Џексона, али је он био бржи и признао је да је позајмио стихове, те је проблем решен ван суда.
2007. Ријана је искористила исти део Џексонове песме за њену песму "Don't Stop the Music" без Дибангове дозволе. Када је Ријана питала Џексона за дозволу да користи исти део песме, он је наводно дозволио њен захтев без контактирања Дибанга. 2009. Дибанго је тужио обоје. Дибангови адвокати, изнели су случај пред судом у Паризу, тражећи одштету од 500 000 евра и тражећи да Sony BMG-у, EMI-у, и Warner Music-у буде забрањено примање прихода док се проблем не реши. Суд је пресудио да је Дибангов захтев недопустив: годину дана раније, други париски судија захтевао је да Universal Music укључи Дибангово име у будућим француским издањима песме "Don't Stop the Music", и у то време ранијег појављивања пред судом, Дибанго је повукао правну парницу, чиме се одрекао свог права да тражи даљу одштету.
У јуну 2014. прославио је осамедесетогодишњуицу рођендана конcертом у Олимипији, у Француској, који је преносила ТВ5Монде.
8. семптембра 2015, Микаела Жан, Генерална секретарка Међународне организације Франкофоније, одликовала је Ману Дибанга орденом Великог сведока Франкофоније на Олимпијским и Параолимпијским играма у Риу 2016.
24. marta 2020. Дибанго је преминуо од последица Ковид 19 у Мелену близу Париза.

## Дискографија
- Saxy-Party (Mercury, 1969)
- Manu Dibango (Fiesta, 1971)
- Africadelic (Mondiophone, 1972)
- Soul Makossa (Fiesta, 1972)
- O Boso (Fiesta, 1972)
- African Woodoo (PSI, 1972)
- Makossa Man (Fiesta, 1973)
- Super Kumba (Fiesta, 1974)
- Countdown at Kusini (D.S.T., 1975)
- Afrovision (Fiesta, 1976)
- Manu 76[17] (Fiesta, 1976)
- Bande Originale du Film Ceddo[18] (Fiesta, 1977)
- A L'Olympia (Fiesta, 1977)
- L'Herbe Sauvage (Fiesta 1977)
- Anniversaire Au Pays (Fiesta, 1978)
- Le Prix De La Liberte (Fiesta, 1978)
- Home Made (Fiesta, 1979)
- Gone Clear (CRC, 1980)
- Piano Solo Melodies Africaines Vol. 1 (AfroVision, 1981)
- Ambassador (CRC, 1981)
- Waka Juju (CRC, 1982)
- Mboa (AfroVision, 1982)
- Soft and Sweet (Garima, 1983)
- Deliverance Live in Douala (AfroVision, 1983)
- Surtension (Garima, 1984)
- Melodies Africaines Vol. 2 (AfroVision, 1984)
- L'Aventure Ambigue (Carrere, 1984)
- Electric Africa[19] (Celluloid, 1985)
- Manu Invite... Akofa Akoussah Au Togo (Blackspot, 1983)
- Afrijazzy (Soul Paris, 1986)
- La Fete a Manu (Buda Musique, 1988)
- Negropolitaines Vol. 1 (Soul Paris, 1989)
- Comment Faire L'Amour Avec Un Negre Sans Se Fatiguer (Milan, 1989)
- Polysonik (Fnac Music, 1990)
- Live '91 (Fnac Music, 1991)
- Bao Bao (Mau Mau, 1992)
- Wakafrika (Fnac Music, 1994)
- Lamastabastani (Soul Paris, 1995)
- Negropolitaines Vol. 2 (Soul Paris, 1995)
- Papa Groove Live 96 (Wotre Music, 1996)
- CubAfrica (Melodie, 1998)
- Manu Safari (Wagram, 1998)
- Mboa' Su Kamer Feeling (JPS, 2000)
- Spirituals (Bayard Musique, 2000)
- Kamer Feeling (JPS, 2001)
- From Africa (Blue Moon, 2003)
- Homage to New Orleans (Goya, 2007)
- Lion of Africa (Global Mix, 2007)
- Past Present Future (BorderBlaster, 2011)
- Ballad Emotion (Konga Music, 2011)
- Balade en Saxo (EGT, 2014)